# District de Samba
Le district de Samba (ourdou : ضلع سامبا) est un district du territoire du Jammu-et-Cachemire, en Inde.

## Géographie
Au recensement de 2011, sa population compte 318 998 habitants.
Son chef-lieu est la ville de Samba. 